# Huida a Egipto (Carpaccio)
La huida a Egipto es un cuadro del pintor renacentista Vittore Carpaccio realizada en torno a 1500-1510. Es uno de los múltiples cuadros que representan la huida de la Sagrada Familia a Egipto, según narra el Evangelio de Mateo, aunque algún detalle se toma de los evangelios apócrifos.

## Descripción
Como suele ser común en la representación de este episodio bíblico, José tira de la rienda del burro.
María, envuelta en un manto de oro y damasco azul sostiene al bebé en su regazo, montando el burro, (este detalle no es citado por Mateo, que omite el medio que usó la familia para el transporte), mientras se aleja de Belén, donde el rey Herodes había ordenado la masacre de los inocentes, buscando refugio en Egipto, lugar de asentamiento de comunidades judías donde resguardarse.

## Historia del cuadro
No se conocen las circunstancias de la creación ni ubicación original de la obra. En el siglo XIX se trasladó de Berlín a las colecciones de Edward Solly, y en 1821 fue comprado por el Königliche Museen. De 1904 a 1924 se exhibió en el Museo Kaiser-Friedrich, para posteriormente ser vendido. Después de un tiempo, fue comprado por Otto H. Kahn, de Nueva York, que lo vendió en 1937 a la Andrew W. Mellon Educational and Charitable Trust, donándolo esta a la Galería Nacional de Arte (Washington), su ubicación actual.